# Wappen der Gemeinde Wörth (Landkreis Erding)
Das Wappen der Gemeinde Wörth ist seit 1967 neben der Flagge das offizielle Hoheitszeichen von Wörth. 

## Blasonierung
„In Gold ein erhöhter, aufrechter und ein gesenkter, gestürzter blauer Wellensparren, die einen schwebenden, rot gekrönten Mohrenkopf einschließen.“

## Geschichte
Das Wappen wurde vom Gautinger Heraldiker Heinz Bessling gestaltet.
Der Freisinger Mohrenkopf im Gemeindewappen erinnert an die Begüterung der Bischöfe von Freising in Wörth.
Die beiden Wellensparren stehen zum einen redend für den Ortsnamen, der so viel wie wasserumspültes Land bedeutet, zum anderen für die in der Gemeindemarkung gelegenen Gewässer Sempt und Schwillach.
Das Bayerische Staatsministerium des Innern genehmigte mit Beschluss vom 20. Februar 1967 die Führung des Wappens durch die Gemeinde.